# Xã Rheiderland, Quận Chippewa, Minnesota
Xã Rheiderland (tiếng Anh: Rheiderland Township) là một xã thuộc quận Chippewa, tiểu bang Minnesota, Hoa Kỳ. Năm 2010, dân số của xã này là 269 người.